# Charles Evers
Carel Joseph (Charles) Evers (Brussel, 8 mei 1773 - kasteel Jambes, Namen, 9 augustus 1818) was een Nederlandse luitenant-generaal en cavalerist.
Tussen 1792 en 1814 was Evers in dienst van het Franse leger, onder andere als commandant van het eiland Gorée. Tijdens de campagne naar Moskou had hij de rang van brigadegeneraal en kreeg in Smolensk opdracht de keizerlijke schatkist naar Moskou te vervoeren. Onderweg kwamen hij Napoleon, en het in wanorde verkerende leger tegen dat Moskou al had verlaten. Nadat Napoleon in 1814 verslagen was verbleef hij enige tijd in krijgsgevangenschap, daarna maakte hij als luitenant-generaal deel uit van het leger van het nieuwe Verenigd Koninkrijk der Nederlanden.
Hij werd door Napoleon verheven tot baron de l'Empire, door koning Willem I vanwege "verdienste in het verleden" bij Koninklijk Besluit van 8 juli 1815 N° 16 benoemd tot commandeur in de Militaire Willems-Orde en verheven in de Nederlandse adel met de titel van baron bij K.B. van 27 september 1817 N° 63; dit K.B. werd vervallen verklaard wegens niet lichten van het diploma bij K.B. van 4 mei 1821 N° 118/8, zodat de verheffing nooit geëffectueerd en Evers dus geen baron werd.
De benoemingen in het begin van juli 1815, kort na de Slag bij Waterloo op 18 juni 1815 waren allen voor verdiensten aan de stadhouder in 1795, aan de Bataafse Republiek en het koninkrijk Holland. De ridders in het Legioen van Eer (Evers was hierin officier) hadden de Nederlandse koning ook gevraagd om hun versiersel van het Legioen te vervangen door een kruis in de nieuwe Willems-Orde.
Evers nam geen deel aan de Slag bij Waterloo. Hij voerde het bevel over de in Brussel gelegerde cavalerie van het Nederlandse Reserve Leger. Onder leiding van luitenant-generaal Ralph Dundas Tindal werden in Brussel troepen bijeen gebracht als reserve voor het veldleger. Op 19 oktober 1815 werd het reserveleger ontbonden. Het gevaar van een Franse aanval was geweken nu Napoleon gevankelijk naar Sint-Helena was gebracht.
Later was Evers nog inspecteur-generaal der Cavalerie.

## Militaire loopbaan
- Sergeant der Eerste klasse: 4 september 1788
- Tweede luitenant: 2 maart 1790
- Kapitein: 1 september[4]
- Kolonel: 24 oktober 1805[5][6]
- Generaal der Brigade: 31 maart 1812[5][7]
- Luitenant-generaal: 18 september 1814[7]
- Generaal-majoor: 18 september 1814

## Onderscheidingen
- Commandeur in de Militaire Willems-Orde op 8 juli 1815 als luitenant-generaal voor "wegens vroeger bewezen diensten"[8]
- Officier in het Legioen van Eer in 1810[9]
- Ridder in het Legioen van Eer op 14 juni 1804[5][10]
- Ridder in de Orde van de Heilige Lodewijk op 8 juli 1814